# Nuevo Trato (Chile)
Nuevo Trato (NT) fue una plataforma política de centroizquierda chilena que agrupó a socialdemócratas, liberales e independientes.

## Historia
El lanzamiento se realizó el 30 de diciembre de 2020. En la actividad estuvieron presentes los diputados que renunciaron a RD, Natalia Castillo y Pablo Vidal; los parlamentarios del Partido Liberal, Vlado Mirosevic y Alejandro Bernales; el exministro de Medio Ambiente Marcelo Mena y la exsubsecretaria de Educación Valentina Quiroga; los alcaldes de Arica, Gerardo Espíndola (PL), y de Renca, Claudio Castro (independiente); el premio nacional de Humanidades Agustín Squella, los periodistas Patricio Fernández y Lucía López, la historiadora María José Cumplido, el exdirigente de izquierda José “Pepe” Sanfuentes, la expresidenta de la FEUC por la NAU Sofía Barahona y la directora ejecutiva de Iguales, Isabel Amor, entre otros.
Inicialmente, el 13 de abril de 2021 Nuevo Trato y el Partido Liberal proclamaron como precandidato presidencial al diputado Pablo Vidal, teniendo en miras una eventual primaria con Unidad Constituyente, aunque han manifestado que prefieren una primaria con el Partido Socialista (PS) y el Partido por la Democracia (PPD). El equipo programático fue liderado por Valentina Quiroga.

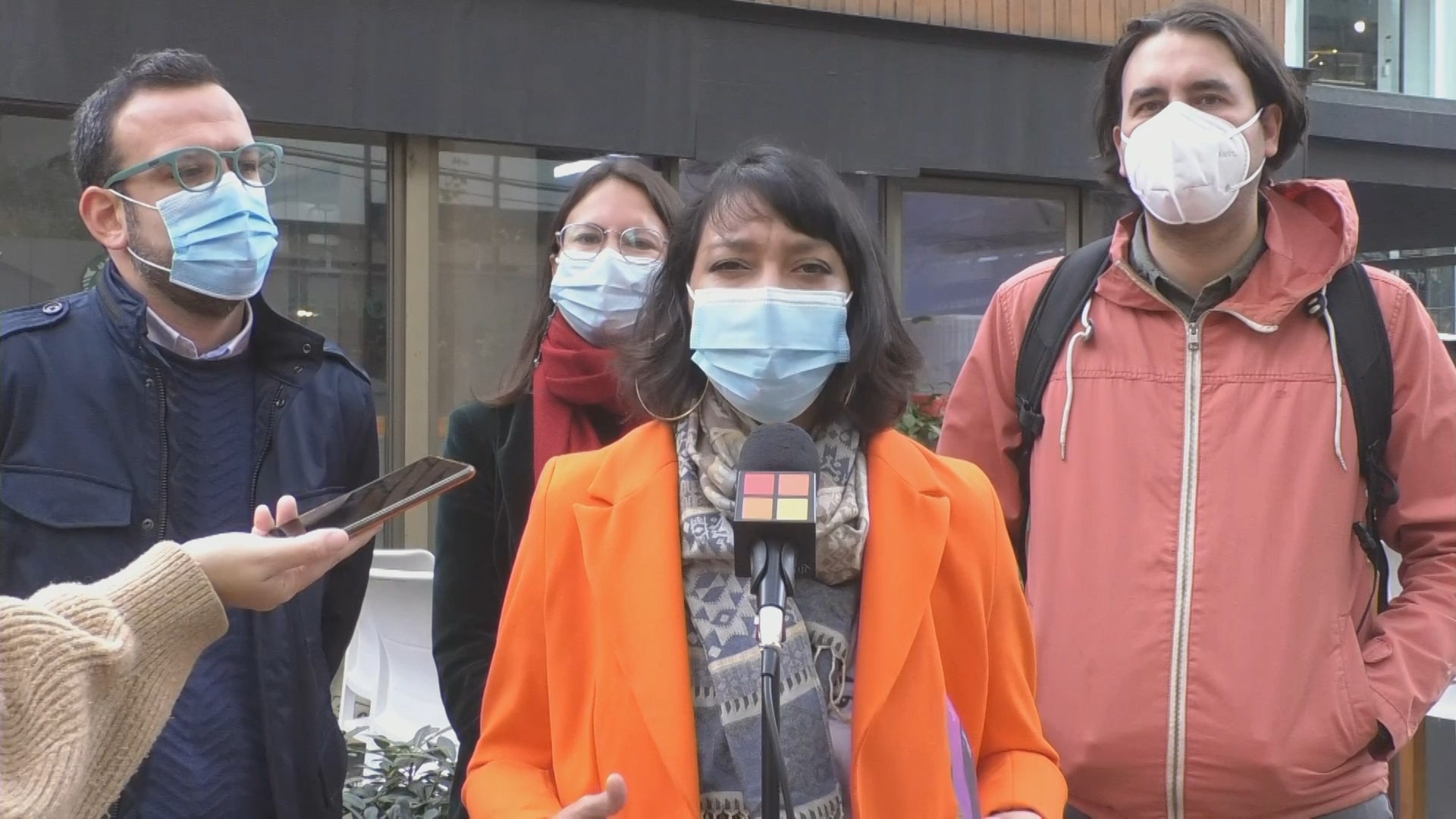
Diputados del PL y Nuevo Trato brindando apoyo a Irací Hassler para la elección de alcalde de Santiago.

Sin embargo, debido a la imposibilidad de concretar primarias en Unidad Constituyente por quiebres internos en la centroizquierda, Pablo Vidal depuso su candidatura presidencial para apoyar a la abanderada socialista, Paula Narváez. El 31 de mayo de 2021 Pablo Vidal asumió el liderazgo de la campaña presidencial de Paula Narváez, siendo designado como coordinador general, mientras que Alessia Injoque (del Partido Liberal) asumió como jefa de campaña. Finalmente, en la consulta ciudadana de Unidad Constituyente resultó vencedora la senadora Yasna Provoste (PDC). Para las elecciones parlamentarias de noviembre, Nuevo Trato ratificó su alianza con Unidad Constituyente, yendo juntos en lista para las elecciones generales de ese mismo año, creando así a «Nuevo Pacto Social».
Desde las elecciones de 2021, la organización no ha tenido ninguna aparición pública.